# Jeremy Martin
|  | Per a altres significats, vegeu «Jeremy Martin (desambiguació)». |

Jeremy Martin   (Millville, 11 de maig de 1993) és un pilot professional de motocròs nord-americà que competeix als Campionats AMA des del 2012. Els anys 2014 i 2015 en va guanyar dos títols de 250cc consecutius amb Yamaha.

## Palmarès
Títols per any
| Any  | Equip  | Campionat     | Classe |
| ---- | ------ | ------------- | ------ |
| 2014 | Yamaha | AMA Motocross | 250cc  |
| 2015 | Yamaha | AMA Motocross | 250cc  |